# Mistrzostwa Świata w Gimnastyce Sportowej 1907
3. Mistrzostwa świata w gimnastyce sportowej, które odbyły się w Austro-Węgrzech w Pradze w 1907 roku.

## Tabela medalowa
| Poz. | Państwo | Złota | Srebra | Brązy | Łącznie |
| ---- | ------- | ----- | ------ | ----- | ------- |
| 1    | Bohemia | 4     | 1      | 3     | 8       |
| 2    | Francja | 2     | 3      | 2     | 7       |
| 3    | Belgia  | -     | -      | 1     | 1       |

## Wielobój indywidualnie
| Miejsce | Zawodnik        | Punkty  |
| ------- | --------------- | ------- |
| 1.      | Josef Čada      | 167,250 |
| 2.      | Jules Rolland   | 158,750 |
| 3.      | František Erben | 157,250 |

## Zawody drużynowe
| Miejsce | Zawodnik | Punkty  |
| ------- | -------- | ------- |
| 1.      | Bohemia  | 951,250 |
| 2.      | Francja  | 923,000 |
| 3.      | Belgia   | 827,250 |

## Ćwiczenia na drążku
| Miejsce | Zawodnik            | Punkty |
| ------- | ------------------- | ------ |
| 1.      | Georges Charmoilles | 23,750 |
| 1.      | František Erben     | 23,750 |
| 3.      | Jules Rolland       | 23,500 |

## Ćwiczenia na poręczach
| Miejsce | Zawodnik        | Punkty |
| ------- | --------------- | ------ |
| 1.      | Joseph Lux      | 21,750 |
| 2.      | Josef Čada      | 20,750 |
| 3.      | Louis Segura    | 20,500 |
| 3.      | František Erben | 20,500 |

## Ćwiczenia na koniu z łękami
| Miejsce | Zawodnik        | Punkty |
| ------- | --------------- | ------ |
| 1.      | František Erben | 22,250 |
| 2.      | Jules Rolland   | 21,000 |
| 3.      | Karel Sal       | 20,750 |